# توتسوكوني نو شوجو
توتسوكوني نو شوجو (باليابانية: とつくにの少女) مانغا يابانية من تأليف ورسم ناغابي. صدرت لأول مرة في عام 2015 في اليابان.

## القصة
شيفــا هي فتاة صغيرة تعيـش بِـ قريـة مهجورة مع السيد الوصي عليها شبيه وحش الوينديجو، ذلِك السيد يمنع تِـلك الفتاة مِن الخروج بهدف أن لا تُلعَـن، لكِـن تِــلك الفتاة يأخُـذُهـا فُضولَها لِتستكشِـف العالـم..

## روابط خارجية
- توتسوكوني نو شوجو على موقع ANN manga (الإنجليزية)